# Hercules (cráter)

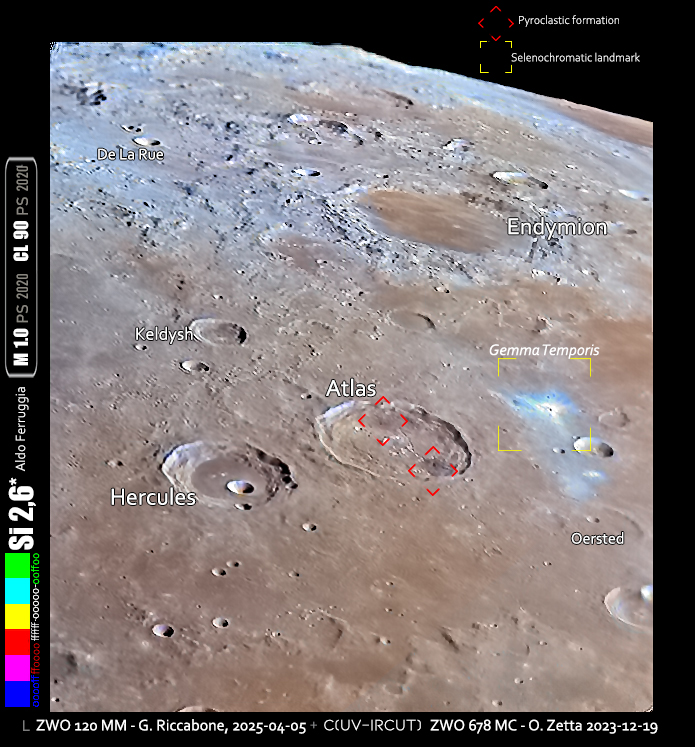
El cráter en formato selenocromático

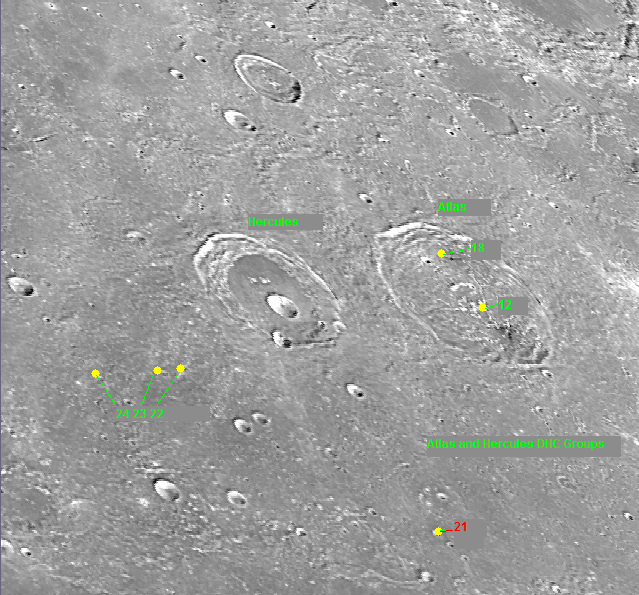
Cráteres lunares Atlas (arriba derecha) y Hercules (abajo izquierda). Los puntos de colores se corresponden con cráteres de halo oscuro incluidos en la relación de la "Association of Lunar and Planetary Observers" (ALPO).

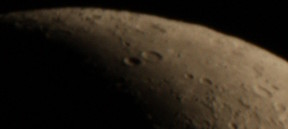
Atlas y Hercules en el centro, cerca del terminador vistos desde la Tierra

Hercules es un prominente cráter ubicado en la parte noreste de la Luna, al oeste del cráter Atlas. Se sitúa en el borde este de una extensión hacia el sur del Mare Frigoris. Al oeste, a través del mar lunar, aparece el cráter Bürg. Al sur se hallan los restos del cráter Williams, muy erosionado.
|  |

Las paredes interiores de Hercules presentan múltiples terrazas, con una pequeña rampa exterior. El suelo del cráter ha sido inundado por lava en el pasado, y contiene varias áreas de bajo albedo. El pico central ha sido enterrado por la lava, dejando solo una colina baja cerca del punto medio. El cráter satélite Hercules G se encuentra en una posición prominente justo al sur del centro. El pequeño cráter Hercules E a su vez se halla en el sector sur del brocal de Hercules.
En el pasado este cráter ha sido reportado como localización de un fenómeno transitorio.

## Cráteres satélite
Por convención estos elementos se identifican en los mapas lunares colocando la letra en el lado del punto medio del cráter que está más cercano a Hercules.
|          | \| Hercules \| Coordenadas \| Diámetro \| \| -------- \| ---------------------------- \| -------- \| \| B \| 47°48′N 36°36′E / 47.8, 36.6 \| 9 km \| \| C \| 42°42′N 35°18′E / 42.7, 35.3 \| 9 km \| \| D \| 44°48′N 39°42′E / 44.8, 39.7 \| 8 km \| \| E \| 45°42′N 38°30′E / 45.7, 38.5 \| 9 km \| \| F \| 50°18′N 41°42′E / 50.3, 41.7 \| 14 km \| \| G \| 46°24′N 39°12′E / 46.4, 39.2 \| 14 km \| \| H \| 51°12′N 40°54′E / 51.2, 40.9 \| 7 km \| \| J \| 44°06′N 36°24′E / 44.1, 36.4 \| 8 km \| \| K \| 44°12′N 36°54′E / 44.2, 36.9 \| 7 km \| |          |
| Hercules | Coordenadas | Diámetro |
| B        | 47°48′N 36°36′E / 47.8, 36.6 | 9 km     |
| C        | 42°42′N 35°18′E / 42.7, 35.3 | 9 km     |
| D        | 44°48′N 39°42′E / 44.8, 39.7 | 8 km     |
| E        | 45°42′N 38°30′E / 45.7, 38.5 | 9 km     |
| F        | 50°18′N 41°42′E / 50.3, 41.7 | 14 km    |
| G        | 46°24′N 39°12′E / 46.4, 39.2 | 14 km    |
| H        | 51°12′N 40°54′E / 51.2, 40.9 | 7 km     |
| J        | 44°06′N 36°24′E / 44.1, 36.4 | 8 km     |
| K        | 44°12′N 36°54′E / 44.2, 36.9 | 7 km     |

Los siguientes cráteres han sido renombrados por el UAI.
- Hercules A - Véase Keldysh.